# West Hanahai
West Hanahai è un villaggio del Botswana situato nel distretto di Ghanzi, sottodistretto di Ghanzi. Il villaggio, secondo il censimento del 2011, conta 662 abitanti.

## Località
Nel territorio del villaggio sono presenti le seguenti 9 località:
- Botswelelo,
- Dukwi,
- Kaila di 29 abitanti,
- Kamane di 6 abitanti,
- Kanana di 19 abitanti,
- Nwamxuaba di 20 abitanti,
- Vanikerk di 5 abitanti,
- West Hanahai Cattlepost di 31 abitanti,
- West Hanahai Lands di 9 abitanti